# Płoszów
Płoszów – wieś w Polsce położona w województwie łódzkim, w powiecie radomszczańskim, w gminie Radomsko.
W latach 1954-1961 wieś była siedzibą gromady Płoszów, po jej zniesieniu w gromadzie Radomsko. W latach 1975–1998 miejscowość administracyjnie należała do województwa piotrkowskiego.